# W61SA
W61SA（ダブリュ 61エスエイ）は、三洋電機（大阪）が開発・製造し、京セラが日本国内向けに発売した、auブランドを展開するKDDIおよび沖縄セルラー電話のCDMA 1X WIN対応携帯電話である。

## 特徴
W54SAを基に再設計し、基本的な性能はEZ FeliCa（おサイフケータイ）が搭載されていない点を除けばベース機のW54SAと大きな差はないが、世界初の3.0インチ・フルワイドQVGA有機ELディスプレイの採用やカメラの画素数、データフォルダの容量などが変更されている。デザインは他社のSoftBank 921SH及びP905iTVに近い「Full Front Style」（フルスライド式）を採用。閉じた状態ではボタンがなくメインディスプレイのみが存在する。またディスプレイ部にタッチセンサーを搭載しているので、閉じている状態でも「ワンセグ」や「LISMO」などの一部操作ができる。また、W54SAに無い機能としてFMトランスミッターを搭載しているのでBluetooth対応機器が無い場合でもカーラジオなどで音楽を聞ける。
本端末は京セラへの移管後に発売された端末ではあるが、同時期に開発されていたW63SAとは異なり、生産打ち切りまで三洋電機名義で製造されていた。

## 沿革
- 2008年（平成20年）1月28日 - KDDI、および三洋電機（大阪）より公式発表。
- 2008年4月17日 - 沖縄地区にて先行発売。
- 2008年4月25日 - 東北地区にて発売。
- 2008年4月26日 -  上記以外の残りの地区にて発売。
- 2008年7月 - 販売終了。

## 対応サービス
- LISMO（ビデオクリップ・LISMO Video・オーディオ機器連携（LISMO Port）対応）
- EZ「着うたフル」
- EZ「着うた」
- au Media Tuner（EZテレビ（ワンセグ）・EZチャンネルプラス）
- EZ・FM
- EZナビウォーク（声de入力・3Dナビ）
- EZ助手席ナビ
- 安心ナビ
- 災害時ナビ
- EZニュースフラッシュ
- EZケータイアレンジ
- PCサイトビューアー
- au one My Page
- グローバルエキスパート
- デコレーションメール
- EZアプリ(BREW)
  - EZアプリ「Full Game!」にも対応
- 絵しゃべりメール
- ラッピングメール
- テレビ電話
- ケータイ探せて安心サービス
- 安心ロックサービス
- アドレス帳預けて安心サービス
- 赤外線通信 (IrDA)
- Bluetooth
- バイリンガル機能
- ペア機能
- でか文字
- オープンアプリプレイヤー
- マルチプレイウィンドウ（2画面表示）
- 大修館書店によるモバイル辞典（明鏡国語/ジーニアス英和・和英）
- PCドキュメントビューアー
- FMトランスミッター
- USB充電対応
- USBクレードル通信対応
- USB 2.0ハイスピード通信対応

## 不具合
2008年5月9日に以下の不具合の修正がケータイアップデートにより行われた。
- 「オーディオ機器連携」可能なEZ「着うたフル」の連携機能が利用できない場合がある
- PCサイトビューアーやEZwebでサイトを閲覧時に電源のリセットやキー操作を受付けない状態になる場合がある
- スケジュールデータを削除しようとした場合、キー操作を受付けない状態になる場合がある

2008年5月27日に以下の不具合の修正がケータイアップデートにより行われた。
- 文字入力時に文字列の一括削除を何度も実施すると、電源のリセットが発生する場合がある
- Eメール・Cメールのフォルダ振分け登録を行うと、電源のリセットが発生する場合がある
- アラーム設定中に電源のリセットが発生する場合がある
- マイ・インフォメーションにてニュースフラッシュテロップを表示していると電源のリセットが発生する場合がある

2008年7月23日に以下の不具合の修正がケータイアップデートにより行われた。
- EZニュースフラッシュが更新されない場合がある
- EZweb利用中に電源のリセットやキー操作を受付けない状態になる場合がある
- EZwebの接続やEメールの通信に失敗する場合がある
- カメラを起動中に電源がリセットする場合がある
- 消費電力を抑える機能が正しく動作しない場合がある
- Eメール・Cメール・緊急地震速報の受信音鳴動中に、キーを押下すると電源がリセットする場合がある

2008年8月22日に以下の不具合の修正がケータイアップデートにより行われた。
- 稀にケータイサイトの会員登録や登録済サイトへの接続ができない場合がある

2008年10月24日に以下の不具合の修正がケータイアップデートにより行われた。
- 2画面状態でケータイサイトのページ更新を行うと、電源のリセットやキー操作を受付けない状態になる場合がある
- 会員登録済の特定サイトにおいて、初期値が入力項目に表示されない場合がある

2009年2月27日に以下の不具合の修正がケータイアップデートにより行われた。
- ムービーを早送りすると、キー操作を受付けない状態になる場合がある
- 待受画面のショートカットメニューを削除すると電源のリセットやキー操作を受付けない状態になる場合がある
- Eメール受信時にキーを押下すると、電源がリセットする場合がある

2009年5月27日に以下の不具合の修正がケータイアップデートにより行われた。
- EZweb利用中に電源のリセットやキー操作を受付けない状態になる場合がある
- タッチセンサー操作時に、電源がリセットする場合がある